# Poecilosomella paracryptica
Poecilosomella paracryptica är en tvåvingeart som beskrevs av Papp 2002. Poecilosomella paracryptica ingår i släktet Poecilosomella och familjen hoppflugor. Inga underarter finns listade i Catalogue of Life.